# Svante Drake
Svante Heribert Drake, född 21 april 1964 i Biskopsgårdens församling i Göteborg, är en svensk musiker. Han är en av Sveriges främsta muntrummisar, vilket innebär att han kan framställa naturtrogna trumljud med munnen. Han medverkar i a cappella-gruppen Voice Boys och är för närvarande aktuell i teatergruppen Varieté Velociped. Han började sin bana som yrkesmusiker i gruppen Hot Soup, tillsammans med Pelle Blom, Mats Grundström och Janne Åström, 1992. Hot Soup turnerade flitigt fram till 1997, då gruppen lades på is efter tre inspelade skivor. Svante är sedan 1999 trummis i bandet Medborgarna.
Medverkat i R.E.A. (Roligt Elakt Aktuellt).